# Заземлення

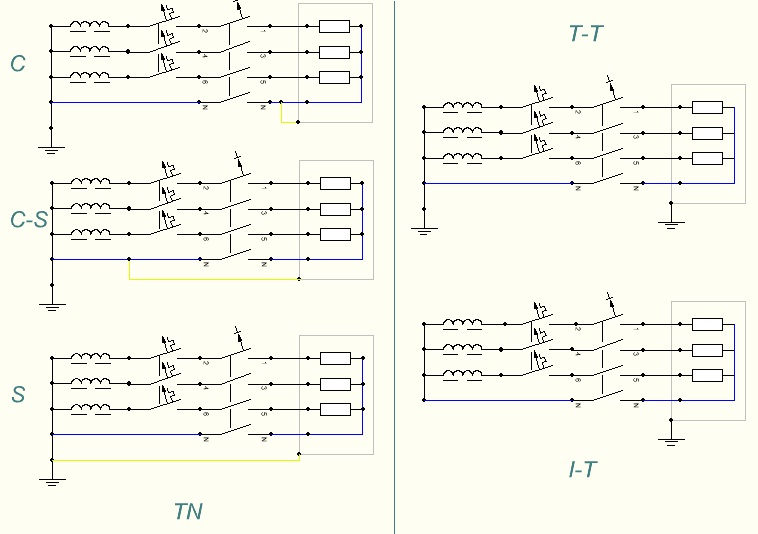
Різновиди захисного заземлення

Знак заземлення вписаний в коло вказує на місце під'єднання заземлення до обладнання

Зазе́млення (англ. grounding; нім. Erdung f, Erdanschluss m), узе́млення, узе́млювання, зазе́млювання, зазе́ма, узе́ма —
1. Провідник чи декілька провідників, що розміщені у землі або на поверхні землі з метою встановлення електричного з'єднання між пристроєм та землею.
2. Власне дія — навмисне електричне з'єднання будь-якої точки електричної мережі, електроустановки чи обладнання, із заземлювальним пристроєм.

## Види заземлення
Усі види заземлення за функціями, які вони виконують, можна об'єднати у три групи: захисне заземлення, робоче (функціональне) заземлення та заземлення блискавкозахисту.
Захисне заземлення (англ. protective earthing) — заземлення точки або точок у системі чи в процесі монтажу системи або в обладнанні, з метою забезпечення електробезпеки.
Захисне заземлення — це спеціальне електричне сполучення із землею або її еквівалентом струмопровідних елементів обладнання, які не повинні перебувати під напругою, але в процесі експлуатації можуть опинитися під напругою, наприклад, у разі пошкодження ізоляції, дефектів дугогасних пристроїв, комутаційних апаратів, в аварійних випадках тощо.
Захисне заземлення є простим, ефективним і поширеним способом захисту людини від ураження електричним струмом при дотику до металевих поверхонь, які виявились під напругою. Це забезпечується зниженням напруги між обладнанням, що виявилось під напругою, і землею до безпечної величини. Використовується в трифазній трипровідній мережі з напругою до 1000 В з ізольованою нейтраллю і вище 1000 В — з довільним режимом нейтралі.
Конструктивними складниками заземлювального пристрою захисного заземлення, є: заземлювачі (металеві провідники, що знаходяться в землі) і заземлювальні провідники (з'єднують із заземлювачем обладнання, що заземлюється). В Україні вимоги до захисного заземлення і його забезпечення регламентуються Правилами улаштування електроустановок (ПУЕ).
Робоче заземлення (англ. operational earthing) або функціональне заземлення (англ. functional earthing) — не пов'язане з електробезпекою навмисне з'єднання із землею окремих точок електричного кола, наприклад нейтральних точок обмоток генераторів, силових і вимірювальних трансформаторів, дугогасних апаратів, реакторів поперечної компенсації в далеких лініях електропередачі, а також фази при використанні землі як фазного або зворотного проводу. Робоче заземлення призначене не для захисту, а в першу чергу для забезпечення належної роботи (наприклад, для забезпечення електромагнітної сумісності, фільтрування шумів у радіоапаратурі тощо) електроустаткування в нормальних або аварійних умовах і здійснюється безпосередньо (шляхом з'єднання провідником частин, що заземлюються із заземлювачем) або через спеціальні апарати — пробивні запобіжники, розрядники, резистори тощо.
Заземлення блискавкозахисту — навмисне з'єднання із землею блискавкоприймачів і розрядників задля відведення від них струмів блискавки в землю у засобах блискавкозахисту. Здійснюється у вигляді заземлювача — провідної частини або сукупності з'єднаних між собою провідних частин, що перебувають в електричному контакті із землею безпосередньо або через проміжне провідне середовище, наприклад, бетон.
За видом заземлювача, заземлення в електротехніці поділяється на природне і штучне. Для захисту від прямого удару блискавки слід, як правило, використовувати природні заземлювачі — металеві та залізобетонні конструкції будівель, споруд, зовнішнього устаткування, опор блискавковідводів, що стоять окремо, тощо, які знаходяться в контакті із землею, в тому числі залізобетонні фундаменти в неагресивних, слабкоагресивних і середньоагресивних середовищах за умови забезпечення безперервного електричного зв'язку по їх арматурі і приєднання її до закладних деталей за допомогою зварювання.
Влаштування блискавкозахисту в Україні регулюється ДСТУ EN 62305-1-4:2012 в чотирьох частинах:
- ДСТУ EN 62305-1:2012 Захист від блискавки. Частина 1. Загальні принципи (EN 62305-1:2011, IDT);
- ДСТУ IEC 62305-2:2012 Захист від блискавки. Частина 2. Керування ризиками (IEC 62305-2:2010, IDT);
- ДСТУ EN 62305-3:2012 Захист від блискавки. Частина 3. Фізичні руйнування споруд та небезпека для життя людей (EN 62305-3:2011, IDT);
- ДСТУ EN 62305-4:2012 Захист від блискавки. Частина 4. Електричні та електронні системи, розташовані в будинках і спорудах (EN 62305-4:2010, IDT).